# Алай, Анатолий Иванович
Анатолий Иванович Алай (бел. Анатоль Іванавіч Алай, род. 1940, Минск, Белорусская ССР, СССР) — белорусский режиссёр, сценарист и кинооператор. Народный артист Республики Беларусь (2017), Заслуженный деятель искусств Республики Беларусь (2008).

## Биография
Родился Анатолий в 1940 году в городе Минск. В 1973 году окончил Белорусский государственный университет. На «Беларусьфильме» он появился в 1961 году. Член Союза кинематографистов Белорусской ССР. Написал книгу «Встречи на всю жизнь: записки кинооператора».

### Отец
Почти всю свою жизнь Анатолий жил без своего отца — Ивана Алексеевича Алая. Когда Анатолию было всего 8 месяцев его отец ушёл на фронт. 2 июля 1941-го отец Анатолия попал в плен под Столбцами — и больше о нём ничего не было известно. Всю свою жизнь Анатолий посвятил поиску своего отца. В каком городе бы он не был всё время заходил в редакции, просил распечатать единственную вещь которая у него осталось от отца — фотографию. На улицах постоянно спрашивал у людей: «Не знаете ли вы такого человека?» И всё таки чудо свершилось, в дрезденском объединении «Саксонские мемориалы» нашлись данные об отце. По этой истории Анатолий снял фильм под названием «Черный ворон». Этот фильм посмотрело более 300 тысяч человек.

## Операторские работы
- 1974 — «Фильм длиною в полвека»
- 1980 — «Хроника нахождения на Земле»
- 1981 — «Девяносто шестая осень»

И многие другие..

## Режиссёрские работы
- 1988 — «Не плачьте обо мне...»
- 1990 — «Маринеско»
- 1992 — «Черная дорога»
- 2003 — «Гастелло»
- 2006 — «Чернобыльский крест»
- 2017 — «Черный ворон»

И многие другие..

## Награды и звания
- Лауреат литературных премий имени Алеся Адамовича[8];
- Лауреат премии имени Романа Кармена[8];
- Лауреат премии Министерства обороны Республики Беларусь[8];
- Лауреат специальной премии Президента Республики Беларусь деятелям культуры и искусства (2006)[9][10];
- Лауреат премии Союзного государства в области литературы и искусства за 2019-2020 годы[11][12];
- Обладатель высшей награды национального кино — золотой медали Юрия Тарича[8];
- Лауреат премии профсоюзов Белоруссии;
- Народный артист Республики Беларусь (2017)[13];
- Заслуженный деятель искусств Республики Беларусь (2008)[2][8][14].